# Sèrra d'Espiargo
La Sèrra d'Espiargo és una serra situada al municipi de Naut Aran a la comarca de la Vall d'Aran, amb una elevació màxima de 2.258 metres.